# Walddorfhäslach
Walddorfhäslach – miejscowość i gmina w Niemczech, w kraju związkowym Badenia-Wirtembergia, w rejencji Tybinga, w regionie Neckar-Alb, w powiecie Reutlingen, wchodzi w skład wspólnoty administracyjnej Pliezhausen. Leży ok. 11 km na północ od Reutlingen.

## Dzielnice
- Häslach
- Walddorf

## Współpraca
Miejscowość partnerska:
- Walddorf – dzielnica Eibau, Saksonia